# Jacques Bergier
Jacques Bergier (8. srpna 1912 – 23. října 1978) byl francouzský chemik a později úspěšný spisovatel, spoluautor románu Jitro kouzelníků (druhým autorem je Louis Pauwels).

## Život
Bergier se narodil v Oděse a jeho židovští rodiče, obchodník Michail Berger a Etlia Krzeminicka, mu dali jméno Jakov Michajlovič Berger. Během ruské občanské války museli v roce 1920 odejít z Oděsy nejprve do městečka Kremenec na severozápadě Ukrajiny, odkud pocházela matka Etlia, a po pěti letech se celá rodina odstěhovala do Francie. Ve svém životopise Bergier vysvětluje změnu svého jména tím, že francouzská podoba jména Yakov je Jacques a chybou přepisu příjmení vzniká Bergier.

## Dílo
Jacques Bergier napsal okolo 50 knih.

### Vyšlo v češtině
- Tajní agenti proti tajným zbraním (1955, Agents secrets contre armes secrètes) česky 1971
- Jitro kouzelníků: úvod do fantastického realismu (1960, Le Matin des magiciens, společně s L. Pouwelsem), česky 1969, 1990, 2004, 2008 a 2009
- Průmyslová špionáž (1969, L'Espionnage industriel) česky 1974
- Mimozemšťané v dějinách (1970, Les Extraterrestres dans l'histoir) česky 1992[1]
- Kniha nevysvětlitelného (1972, Le Livre de l'inexplicable) česky 1995
- Utajení vládcové času (1974, Les Maîtres secrets du temps) česky 2009